# Elecciones municipales de Puno de 1986
Las elecciones municipales de Puno de 1986 se llevaron a cabo el 9 de noviembre de 1986 para elegir al alcalde y al Concejo Provincial de Puno para el periodo 1987-1989. La elección se celebró simultáneamente con elecciones municipales en todo el país.

## Sistema electoral
La Municipalidad Provincial de Puno es el órgano administrativo y de gobierno de la provincia de Puno. Está compuesta por el alcalde y el Concejo Provincial.
La votación del alcalde y el concejo se realiza en base al sufragio universal, que comprende a todos los ciudadanos nacionales mayores de dieciocho años, empadronados y residentes en la provincia de Puno y en pleno goce de sus derechos políticos, así como a los ciudadanos no nacionales residentes y empadronados en la provincia de Puno.
El Concejo Provincial de Puno está compuesto por 19 regidores elegidos por sufragio directo para un período de tres (3) años, en forma conjunta con la elección del alcalde (quien lo preside) La votación es por lista cerrada y bloqueada. Se asigna a la lista ganadora los escaños según el método d'Hondt o la mitad más uno, lo que más le favorezca. Es elegido como alcalde el candidato que ocupe el primer lugar de la lista que haya obtenido la más alta votación.

## Composición del Concejo Provincial de Puno
La siguiente tabla muestra la composición del Concejo Provincial de Puno antes de las elecciones.
| Partidos | Partidos                                     | Regidores |
| -------- | -------------------------------------------- | --------- |
|          | Izquierda Unida                              | 12        |
|          | Acción Popular                               | 4         |
|          | Partido Aprista Peruano                      | 2         |
|          | Frente Nacional de Trabajadores y Campesinos | 1         |

## Partidos y candidatos
A continuación se muestra una lista de los principales partidos y alianzas electorales que participaron en las elecciones:
| Candidatura | Candidatura | Partidos y alianzas | Candidatos | Candidatos                | Ideología                                               | Resultado previo | Resultado previo | Ref. |
| Candidatura | Candidatura | Partidos y alianzas | Candidatos | Candidatos                | Ideología                                               | Votos (%)        | Reg.             | Ref. |
| ----------- | ----------- | --- | ---------- | ------------------------- | ------------------------------------------------------- | ---------------- | ---------------- | ---- |
|             | IU          | Lista - Izquierda Unida (IU) – Unión de Izquierda Revolucionaria (UNIR) – Partido Unificado Mariateguista (PUM) – Partido Socialista Revolucionario (PSR) – Partido Comunista Revolucionario (PCR) – Partido Comunista Peruano (PCP) – Frente Obrero Campesino Estudiantil y Popular (FOCEP) |            | Romeo Paca Pantigoso      | Marxismo-leninismo Mariateguismo Socialismo democrático | 56.08%           | 12               |      |
|             | APRA        | Lista - Partido Aprista Peruano (APRA) |            | Luis Dueñas Peralta       | Aprismo                                                 | 10.31%           | 2                |      |
|             | FNTC        | Lista - Frente Nacional de Trabajadores y Campesinos (FNTC) |            | Octavio Gutiérrez Nuñes   | Nacionalismo de izquierda Tahuantinsuyismo              | 9.10%            | 1                |      |
|             | PPC         | Lista - Partido Popular Cristiano (PPC) |            | Dante Cabanillas Mugaburu | Conservadurismo social Humanismo Democracia cristiana   | 3.12%            | 0                |      |
|             | IND         | Lista - Lista Independiente N° 9 Frente Puniñista Independiente |            | Melchor Palomino Bejarano | Localismo puneño                                        | Nuevo            | Nuevo            |      |

## Resultados

### Sumario general
|                        |                                                         |              |              |              |           |           |
| Partidos y coaliciones | Partidos y coaliciones                                  | Voto popular | Voto popular | Voto popular | Regidores | Regidores |
| Partidos y coaliciones | Partidos y coaliciones                                  | Votos        | %            | ±pp          | Total     | +/−       |
|                        | Partido Aprista Peruano (APRA)                          | 31,703       | 57.34        | +47.03       | 12        | +10       |
|                        | Izquierda Unida (IU)                                    | 18,204       | 32.92        | –23.16       | 6         | –6        |
|                        | Frente Nacional de Trabajadores y Campesinos (FNTC)     | 2,821        | 5.10         | –4.00        | 1         | ±0        |
|                        | Lista Independiente N° 9 Frente Puniñista Independiente | 1,997        | 3.61         | n/a          | 0         | ±0        |
|                        | Partido Popular Cristiano (PPC)                         | 566          | 1.02         | –2.10        | 0         | ±0        |
|                        |                                                         |              |              |              |           |           |
| Total                  | Total                                                   | 55,291       |              |              | 19        | ±0        |
|                        |                                                         |              |              |              |           |           |
| Votos válidos          | Votos válidos                                           | 55,291       | 80.37        | –2.14        |           |           |
| Votos en blanco        | Votos en blanco                                         | 2,967        | 4.31         | –3.53        |           |           |
| Votos nulos            | Votos nulos                                             | 10,534       | 15.31        | +5.66        |           |           |
| Votos emitidos         | Votos emitidos                                          | 68,792       | 79.46        | +17.89       |           |           |
| Abstenciones           | Abstenciones                                            | 17,783       | 20.54        | –17.89       |           |           |
| Votantes registrados   | Votantes registrados                                    | 86,575       |              |              |           |           |
|                        |                                                         |              |              |              |           |           |
| Fuente:                |                                                         |              |              |              |           |           |

## Elecciones municipales distritales

### Resultados por distrito
La siguiente tabla enumera el control de los distritos de la provincia de Puno. El cambio de mando de una organización política se resalta del color de ese partido.
| Distrito    | Alcalde(sa) titular        | Partido político | Partido político                | Alcalde(sa) electo(a)      | Partido político | Partido político        |
| ----------- | -------------------------- | ---------------- | ------------------------------- | -------------------------- | ---------------- | ----------------------- |
| Ácora       | Felipe Aleluya Arocutipa   |                  | Izquierda Unida                 | Manuel Gallegos Mendoza    |                  | Partido Aprista Peruano |
| Amantaní    | Aurelio Juli Pacompia      |                  | Acción Popular                  | Ernesto Callata Quispe     |                  | Partido Aprista Peruano |
| Atuncolla   | Genaro Choque Machaca      |                  | Acción Popular                  | Fructuoso Vargas Vargas    |                  | Partido Aprista Peruano |
| Capachica   | Hugo Carreon Loayza        |                  | Izquierda Unida                 | Eleuterio Luque Flores     |                  | Partido Aprista Peruano |
| Chucuito    | Simón Quispe Charca        |                  | Izquierda Unida                 | Teofilo Durán Ortega       |                  | Partido Aprista Peruano |
| Coata       | Anastacio Mamani Belizario |                  | Izquierda Unida                 | Emigdio Escobedo Traverso  |                  | Partido Aprista Peruano |
| Huata       | Edgar Suaña Calsin         |                  | Izquierda Unida                 | Damián Sánchez Rojo        |                  | Partido Aprista Peruano |
| Mañazo      | Luis Condori               |                  | Frente Nacional de Trabajadores | Mauro Villasante Fernández |                  | Partido Aprista Peruano |
| Paucarcolla | Félix Contreras Velásquez  |                  | Acción Popular                  | Pedro Martínez Carpio      |                  | Partido Aprista Peruano |
| Pichacani   | Pedro Astete Pérez         |                  | Izquierda Unida                 | Wenceslao Mamani Quispe    |                  | Partido Aprista Peruano |
| Platería    | Alfredo Fernández Arpasi   |                  | Izquierda Unida                 | Bernabé Ramos Flores       |                  | Partido Aprista Peruano |
| San Antonio | Lucio Arana Ticona         |                  | Acción Popular                  | Leoncio Ticona Álvarez     |                  | Izquierda Unida         |
| Tiquillaca  | Eloy Dueñas Silva          |                  | Izquierda Unida                 | Ladislao Bedoya Velasco    |                  | Partido Aprista Peruano |
| Vilque      | Juan Gonzales Quispe       |                  | Acción Popular                  | Simón Espinoza Vilca       |                  | Partido Aprista Peruano |